# Gustav Ludwigson
Gustav Erik Ludwigson, född 20 oktober 1993, är en svensk fotbollsspelare som spelar för Ulsan Hyundai i Sydkorea.

## Karriär

### Tidig karriär
Ludwigsons moderklubb är Mölnlycke IF. Han spelade för klubben i division 5 och division 4.
Inför säsongen 2015 gick Ludwigson till division 3-klubben Sävedalens IF. Säsongen 2017 gjorde han åtta mål och 13 assister på 24 matcher i Division 2.

### Örgryte IS
Den 21 december 2017 värvades Ludwigson av Örgryte IS, där han skrev på ett ettårskontrakt. Ludwigson gjorde sin Superettan-debut den 3 april 2018 i en 2–0-vinst över Varbergs BoIS, där han blev inbytt i den 79:e minuten mot Alibek Aliev. Den 21 april 2018 gjorde Ludwigson sin första start för ÖIS samt sitt första mål i en 2–0-vinst över Halmstads BK. Den 12 juni 2018 gjorde han två mål i derbyt mellan ÖIS och GAIS som slutade 4–4. I augusti 2018 förlängde Ludwigson sitt kontrakt med 2,5 år.

### Hammarby IF
Sommaren 2019 skrev Ludwigson på ett kontrakt med Hammarby IF som först skulle träda i kraft efter säsongen. Han lämnade Örgryte IS i november 2019 och anslöt till Hammarbys fysläger på Kanarieöarna.
Både 2020 och 2021 utsågs Ludwigson till Årets Bajenspelare av klubbens supportrar.

### Ulsan Hyundai
I januari 2023 värvades Ludwigson av sydkoreanska Ulsan Hyundai.

## Privatliv
Ludwigsons är barnbarns barn till Robert Zander, som spelade för Sverige vid OS 1920 och OS 1924. Ludwigson var med i TV-programmet Gladiatorerna 2016.